# Matteo Chiappa
Matteo Chiappa (Milano, 6 luglio 1993) è un pallavolista italiano.
Gioca nel ruolo di libero nell'Emma Villas.

## Carriera
La carriera di Matteo Chiappa inizia nel 2005 quando entra a far parte delle giovanili della Trentino: nella stagione 2013-14, con lo stesso club, partecipa alla Serie B1, categoria dove milita per due annate. Sempre in Serie B1, nella stagione 2015-16, gioca per l'AVS di Bolzano.
Ritorna nella squadra di Trento nella stagione 2016-17 esordendo in Serie A1, dove resta per due annate, per poi passare all'Emma Villas, neopromossa nella massima divisione.